# وينشانغ
وينشانغ (بالصينية: 文昌市) هي مدينة من مدن الصين. يبلغ عدد سكانها 115000 نسمة حسب إحصائيات سنة 2006. تبلغ مساحتها 2403 كم².

## المناخ
يظهر الجدول التالي التغييرات المناخية على مدار السنة لوينشانغ:
| البيانات المناخية لـوينشانغ                      | البيانات المناخية لـوينشانغ | البيانات المناخية لـوينشانغ | البيانات المناخية لـوينشانغ | البيانات المناخية لـوينشانغ | البيانات المناخية لـوينشانغ | البيانات المناخية لـوينشانغ | البيانات المناخية لـوينشانغ | البيانات المناخية لـوينشانغ | البيانات المناخية لـوينشانغ | البيانات المناخية لـوينشانغ | البيانات المناخية لـوينشانغ | البيانات المناخية لـوينشانغ | البيانات المناخية لـوينشانغ |
| الشهر                                            | يناير                       | فبراير                      | مارس                        | أبريل                       | مايو                        | يونيو                       | يوليو                       | أغسطس                       | سبتمبر                      | أكتوبر                      | نوفمبر                      | ديسمبر                      | المعدل السنوي               |
| ------------------------------------------------ | --------------------------- | --------------------------- | --------------------------- | --------------------------- | --------------------------- | --------------------------- | --------------------------- | --------------------------- | --------------------------- | --------------------------- | --------------------------- | --------------------------- | --------------------------- |
| الدرجة القصوى °م (°ف)                            | 29.6 (85.3)                 | 31.5 (88.7)                 | 31.9 (89.4)                 | 34.2 (93.6)                 | 36.8 (98.2)                 | 37.5 (99.5)                 | 38.7 (101.7)                | 36.8 (98.2)                 | 36.0 (96.8)                 | 33.9 (93.0)                 | 32.0 (89.6)                 | 30.0 (86.0)                 | 38.7 (101.7)                |
| متوسط درجة الحرارة الكبرى °م (°ف)                | 22.5 (72.5)                 | 23.5 (74.3)                 | 26.0 (78.8)                 | 29.0 (84.2)                 | 31.3 (88.3)                 | 32.4 (90.3)                 | 32.8 (91.0)                 | 32.4 (90.3)                 | 31.2 (88.2)                 | 29.1 (84.4)                 | 26.2 (79.2)                 | 23.3 (73.9)                 | 28.3 (83.0)                 |
| المتوسط اليومي °م (°ف)                           | 18.5 (65.3)                 | 19.9 (67.8)                 | 22.3 (72.1)                 | 25.4 (77.7)                 | 27.3 (81.1)                 | 28.4 (83.1)                 | 28.5 (83.3)                 | 28.0 (82.4)                 | 27.0 (80.6)                 | 25.3 (77.5)                 | 22.3 (72.1)                 | 19.3 (66.7)                 | 24.3 (75.8)                 |
| متوسط درجة الحرارة الصغرى °م (°ف)                | 15.6 (60.1)                 | 17.4 (63.3)                 | 19.9 (67.8)                 | 23.0 (73.4)                 | 24.5 (76.1)                 | 25.5 (77.9)                 | 25.5 (77.9)                 | 25.0 (77.0)                 | 24.1 (75.4)                 | 22.5 (72.5)                 | 19.5 (67.1)                 | 16.4 (61.5)                 | 21.6 (70.8)                 |
| أدنى درجة حرارة °م (°ف)                          | 4.3 (39.7)                  | 6.7 (44.1)                  | 6.4 (43.5)                  | 14.8 (58.6)                 | 15.1 (59.2)                 | 19.7 (67.5)                 | 21.0 (69.8)                 | 21.6 (70.9)                 | 18.3 (64.9)                 | 13.0 (55.4)                 | 9.0 (48.2)                  | 4.2 (39.6)                  | 4.2 (39.6)                  |
| الهطول مم (إنش)                                  | 33.6 (1.32)                 | 51.7 (2.04)                 | 63.4 (2.50)                 | 116.5 (4.59)                | 222.6 (8.76)                | 191.7 (7.55)                | 192.6 (7.58)                | 277.1 (10.91)               | 352.1 (13.86)               | 263.3 (10.37)               | 95.0 (3.74)                 | 53.4 (2.10)                 | 1٬913 (75.32)               |
| متوسط الرطوبة النسبية (%)                        | 87                          | 88                          | 88                          | 87                          | 85                          | 85                          | 84                          | 86                          | 86                          | 85                          | 84                          | 84                          | 86                          |
| المصدر: China Meteorological Data Service Center |                             |                             |                             |                             |                             |                             |                             |                             |                             |                             |                             |                             |                             |

## وصلات خارجية
- الموقع الرسمي